# Julie Hawkes
Julie Hawkes (* vor 1960 als Julie Lamb) ist eine ehemalige neuseeländische Squashspielerin, die lange Jahre auch international für Hongkong spielte.

## Karriere
Julie Hawkes besuchte in ihrer Jugend das Matamata College und wechselte im Anschluss an die University of Otago. Dort schloss sie ein Studium in Physical Education ab und begann in dieser Zeit auch mit dem Squashsport. Bis dahin war sie im Tennis aktiv gewesen und gehörte zu den Top Ten bei den Juniorinnen in Neuseeland. Im Squash erreichte sie national den zweiten Platz der Rangliste und reiste mit der Nationalmannschaft unter anderem nach Südafrika. 1975 wurde sie hinter Pam Buckingham neuseeländische Vizemeisterin. Sie begann als Lehrerin in Wellington zu arbeiten, wo sie ihren späteren Ehemann Richard Hawkes traf, einen Davis-Cup-Spieler Neuseelands. Das Paar zog nach Hongkong, wo ihr Ehemann einen Job als Rechtsanwalt antrat. Gleich zu Beginn ihres Aufenthalts in Hongkong, der 23 Jahre andauerte, wurde ihre erste Tochter geboren. Das Paar hat zwei weitere Töchter, darunter Jaclyn, die ebenfalls Squashspielerin wurde, sowie einen Sohn.
In Hongkong spielte Hawkes weiterhin Squash und gewann mehrfach die Landesmeisterschaften. Von 1979 an gewann sie den Titel dreimal in Folge, weitere Titelgewinne folgten 1986 und 1988. 1986 wurde sie nach einem Finalsieg gegen Teresa Brooke Asienmeisterin. Im selben Jahr gewann sie den Asienmeistertitel auch mit der Mannschaft und nahm mit ihr 1985 und 1990 an der Weltmeisterschaft teil. 1981, 1987 und 1989 stand sie im Hauptfeld der Weltmeisterschaft im Einzel und erreichte bei den ersten beiden Teilnahmen ihr bestes Resultat mit dem Einzug in die zweite Runde. Nach ihrer Karriere als Spielerin war sie auch als Trainerin im Squashsport aktiv. 2007 wurde sie vom neuseeländischen Squashverband als Trainerin des Jahres ausgezeichnet. 2001, kurz nach ihrem Umzug zurück aus Neuseeland, genauer nach Auckland, verstarb ihr Ehemann Richard.

## Erfolge
- Asienmeisterin: 1986
- Asienmeisterin mit der Mannschaft: 1986
- Hongkonger Meister: 5 Titel (1979–1981, 1986, 1988)
- Neuseeländischer Vizemeister: 1975